# The Dresden Soul Symphony
The Dresden Soul Symphony ist ein Livealbum aus dem Jahr 2008. Bei dem gleichnamigen Crossover-Konzert traten die Soul-Sänger Joy Denalane, Bilal, Tweet und Dwele auf, die vom MDR-Sinfonieorchester begleitet wurden.

## Entstehungsgeschichte
Die Idee für das Projekt The Dresden Soul Symphony geht auf Reinhard Bärenz, dem Musikchef des Radiosenders MDR Sputnik, und Joy Denalane zurück. Bärenz, der in den 1980er-Jahren professionell in einem Orchester Geige gespielt hatte, hatte schon längere Zeit mit dem Gedanken gespielt, „mit einem Sinfonie-Orchester einen Ausflug ins Pop-Genre zu machen“. Joy Denalane regte 2007 die Verbindung mit Soul an, nachdem sie im Sendestudio von MDR Sputnik ein Konzert gegeben hatte.
Bärenz bat den MDR-Hörfunkdirektor Johann Michael Möller um Unterstützung. Dieser war von der Idee angetan und verpflichtete das MDR-Sinfonieorchester. Danach begann Bärenz damit, weitere Musiker zu kontaktieren. Nach Joy Denalane traten die US-amerikanischen Soulmusiker Bilal, Dwele und Tweet dem Ensemble bei. Im August 2007 konnte Bärenz den ehemaligen Cellisten von MFSB Larry Gold, und Gold Schwiegersohn, den Komponisten Daniel Felsenfeld, für das Projekt gewinnen.
Beide konzipierten die Dresden Soul Symphony innerhalb von sechs Monaten. Sie stellten dabei 20 verschiedene Soulklassiker zusammen, die sie in vier Sätze einteilten. Gold sprach in einem Interview über ihre Arbeitsweise: „Daniel ist die Symphony und ich bin der Soul. Er hat die Songs in eine sinfonische Struktur eingebettet, ich habe die Songauswahl getroffen und die Orchester-Arrangements besorgt. Viele dieser Songs hatten vorher überhaupt kein Orchesterarrangements, sie sind extra für den Anlass entstanden.“
Die Show fand am 26. und 27. April 2008 im Alten Schlachthof in Dresden statt, zwei Tage vorher hatten alle Künstler zum ersten Mal zusammen geprobt. Während des Konzerts wurden Joy Denalane, Bilal, Tweet und Dwele vom 130-köpfigen MDR-Sinfonieorchester unter der Leitung von Jun Märkl begleitet. Weitere Akteure waren der MDR-Kinderchor, vier Backgroundsänger und vier Solisten, die nicht zum Orchester gehörten.
Die Aufnahme entstand während der gleichnamigen Konzerte am 26. und 27. April 2008 in Dresden. Die Radiosender MDR Sputnik und MDR Figaro übertrugen das Konzert am 27. April live. Bei der Show handelte es sich um ein einmaliges Ereignis. Am 24. Oktober 2008 wurde die Aufzeichnung als Live-CD durch Four Music in den Handel gebracht. Gleichzeitig erschien das Konzert auch auf DVD.

## Titelliste
Insgesamt sangen die Künstler 20 verschiedene Soulklassiker der 1960er- und 1970er-Jahre, die durch den von Gold und Felsenfeld geschaffenen, sinfonischen Rahmen zusammengehalten wurden. Die Soul-Sinfonie gliederte sich dabei in die Anschnitte Movement I: Sonata-Allegro (Titel 1–8), Movement II: Adagio (Titel 9–15), Movement III: Scherzo (Titel 16–19) und Movement IV: Finale (Titel 20–26).
1. Prelude – 3:38
2. Midnight Train to Georgia – 3:57
3. I Thank You – 2:16
4. Take Me to the River – 2:53
5. (You Make Me Feel Like) A Natural Woman – 3:07
6. I Got a Woman – 2:32
7. Lovin’ You – 3:50
8. Midnight Train to Georgia (Reprise) – 1:14
9. I’m Coming Out – 1:39
10. A Song for You – 2:33
11. You’re All I Need to Get By – 3:17
12. Let’s Stay Together – 2:22
13. It’s a Man’s Man’s Man’s World – 2:08
14. Me and Mrs. Jones – 3:11
15. Betcha by Golly, Wow! – 3:47
16. I’ll Take You There – 2:46
17. ABC – 2:30
18. Sir Duke – 2:43
19. Everything Is Everything – 3:00
20. Prelude Reprise – 2:28
21. Master Blaster – 2:55
22. Love’s Theme – 2:11
23. T.S.O.P. – 1:53
24. Love Train – 2:29
25. Ain’t No Stoppin’ Us Now – 3:16
26. Midnight Train to Georgia (Finale) – 2:52

## Rezeption
Der Berliner Kurier schrieb anlässlich der CD-Veröffentlichung: „Dresden und Soul? Songs von Marvin Gaye oder James Brown und ein großes Orchester? Das klingt im ersten Moment nach einer Überdosis Schmalz. Das 100-köpfige MDR Sinfonie Orchester hat mit Soulstars wie Joy Denalane (D), Bilal, Dwele und Tweet (alle USA) Klassiker wie ‚A natural woman‘ oder ‚Love train‘ eingespielt. Und? Überraschung: Dresden hat Soul!“
Die Dresdner Neueste Nachrichten befand: „Fürs MDR-Orchester war es ein Aufbruch zu neuen Ufern […]. Die [Dresden Soul-Symphonie] liegt nun auf CD und DVD vor und macht gewaltig gute Laune. Die sinfonische Ambition bleibt begrenzt. Im Vordergrund stehen die starken Stimmen, im Hintergrund treibt ein fetter E-Bass, und 26 Titel gehen ohne Umwege in die Beine.“
„Alles in allem 180 Mitwirkende sorgen für stimmungsvollen Soul-meets-Classic-Sound, der perfekt, manchmal beinahe zu perfekt, herüberkommt. 22 Originalsongs von Ray Charles, Gladys Knight, Curtis Mayfield, Aretha Franklin, Stevie Wonder und anderen haben Larry Gold und Daniel Felsenfeld zur Soul-Symphony verschweißt – nicht immer zugunsten einstmals vorhandener musikalischer Einfälle, aber doch wirkungsvoll“, so die Ostthüringer Zeitung.